# Enoploides suecicus
Enoploides suecicus is een rondwormensoort uit de familie van de Thoracostomopsidae.